# Eugen Geinitz
Franz Eugen Geinitz (Dresda, 15 febbraio 1854 – Rostock, 9 marzo 1925) è stato un geologo e mineralogista tedesco.

## Biografia
Era il figlio del geologo Hanns Bruno Geinitz. Nel 1876 conseguì il dottorato di ricerca presso l'Università di Lipsia, con una tesi sulla pseudomorfi dei minerali. Durante l'anno successivo ricevette la sua abilitazione presso l'Università di Gottinga, e poco dopo, è divenuto professore associato di geologia e mineralogia presso l'Università di Rostock. Nel 1881 divenne professore ordinario e direttore dell'istituto mineralogico-geologico di Rostock. Nel 1903-1904 lavorò come rettore dell'università.
Nel 1882 fu nominato capo del Mecklenburg Geological Landesmuseum. Invece, nel 1905 fu co-fondatore del Meclemburg Heimatbund.

## Opere principali
- Das Erdbeben von Iquique am 9. Mai 1877 und die durch dasselbe verursachte Erdbebenfluth im Grossen Ocean, 1878.[2][3]
- Die skandinavischen Plagioklasgesteine und Phonolith aus dem mecklenburgischen Diluvium, 1882.
- Geologischer Führer durch Mecklenburg. Mit einer Übersichtskarte und 15 Tafeln, 1899.
- Das Quartär von Nordeuropa. Die Flora und Fauna des Quartärs, 1904.
- Landeskunde von Mecklenburg, 1907.
- Die Eiszeit, 1906.
- Das Diluvium Deutschlands; 1920.
- Geologie Mecklenburgs, mit geologischer Übersichtskarte von Mecklenburg, 1922.[1][4]